# Chiesa di Santa Maria Maggiore (San Daniele del Friuli)
La chiesa di Santa Maria Maggiore è la parrocchiale di Villanova, frazione di San Daniele del Friuli, in provincia e arcidiocesi di Udine; fa parte della forania del Friuli Collinare.

## Storia
L'originaria cappella di Villanova venne costruita nel XII secolo.
Tra i secoli XVII e XVIII l'edificio fu interessato da un intervento di completo rifacimento, per poi essere consacrata il 4 settembre 1821 dal vescovo di Udine Emmanuele Lodi, come testimoniato da una lapide conservata nella parrocchiale.
Nel 1898 si provvide a sottoporre le tre navate a un intervento di ripristino; tra il 1984 e il 1985 la chiesa, danneggiata dal terremoto del Friuli del 1976, venne restaurata dall'ingegnere Gianpaolo Fortunato e sempre negli anni ottanta fu adeguata alle norme postconciliari.

## Descrizione

### Facciata
La facciata a salienti, rivolta a ponente, si compone di tre corpi, scanditi da lesene d'ordine tuscanico: quello centrale, coronato dal frontone triangolare, presenta il portale maggiore, tre nicchie vuote e due specchiature, mentre le due ali laterali sono caratterizzate dagli ingressi secondari e da altrettante finestre e concluse da volute.
Annesso alla parrocchiale è il campanile in pietra a pianta quadrata, la cui cella presenta su ogni lato una bifora ed è coperta dal tetto a quattro falde.

### Interno
L'interno dell'edificio si compone di tre navate, separate da pilastri abbelliti da lesene e sorreggenti archi a tutto sesto, sopra i quali corre la cornice aggettante e modanata su cui si imposta la volta; al termine dell'aula si sviluppa il presbiterio, introdotto dall'arco santo, rialzato di alcuni gradini e chiuso dall'abside quadrata.